# Jüdischer Friedhof (Lüdenhausen)

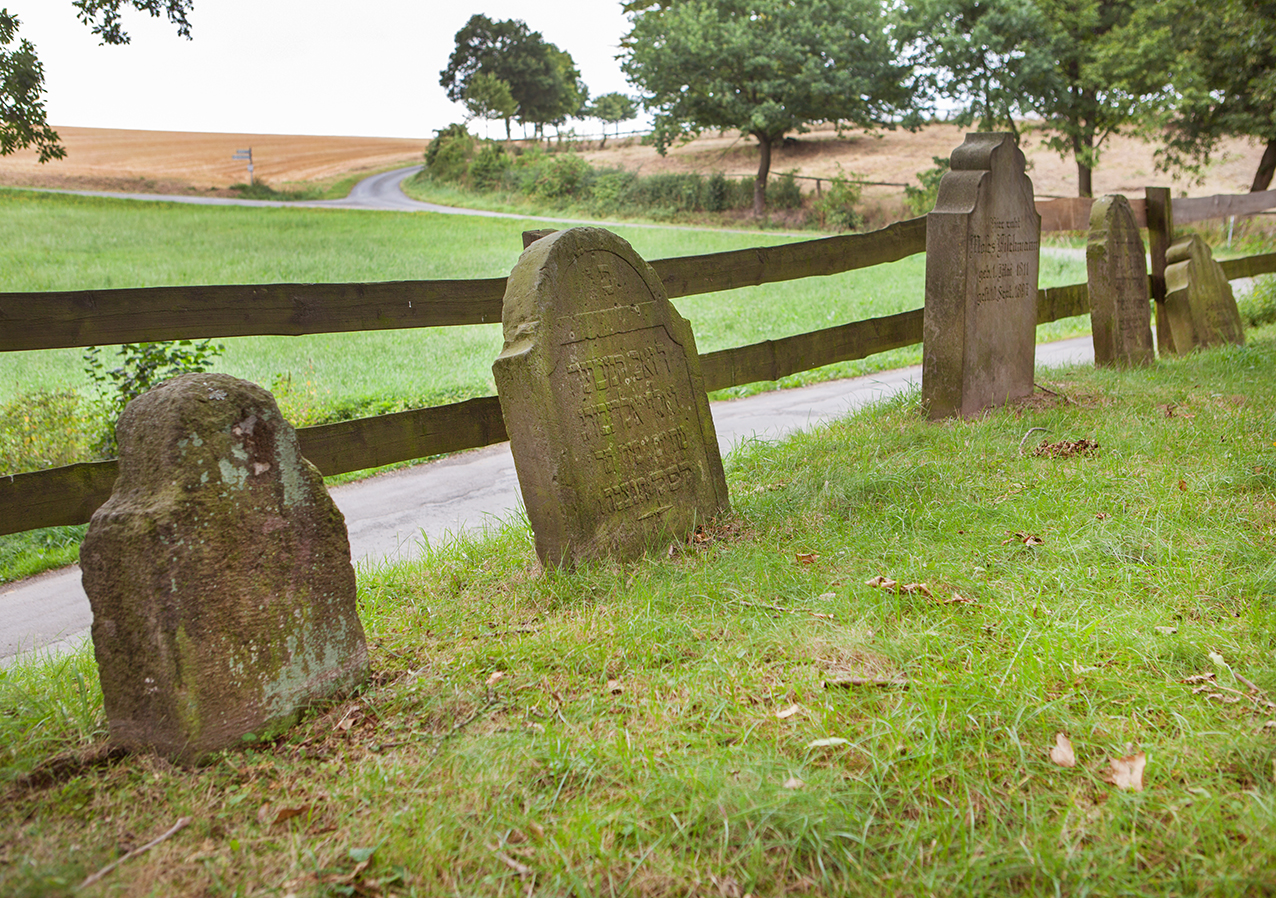
Der Jüdische Friedhof in Lüdenhausen

Der Jüdische Friedhof Lüdenhausen liegt in Lüdenhausen, einer Ortschaft in Kalletal im Kreis Lippe in Nordrhein-Westfalen. Der Friedhof ist ein geschütztes Baudenkmal.

## Beschreibung
Der Jüdische Friedhof Lüdenhausen liegt außerhalb des Ortes auf einer Anhöhe an der Straße Hinter den Linden die zum sogenannten „Hexenberg“ führt.  Die genaue Entstehung des Friedhofs ist nicht bekannt. Heute sind noch 8 Grabsteine (Mazewot) auf dem Friedhof vorhanden. Der älteste Grabstein stammt ca. aus dem Jahr 1840 und der jüngste von 1900.